# Décès en 1413
Décès
- 1409
- 1410
- 1411
- 1412
- 1413
- 1414
- 1415
- 1416
- 1417

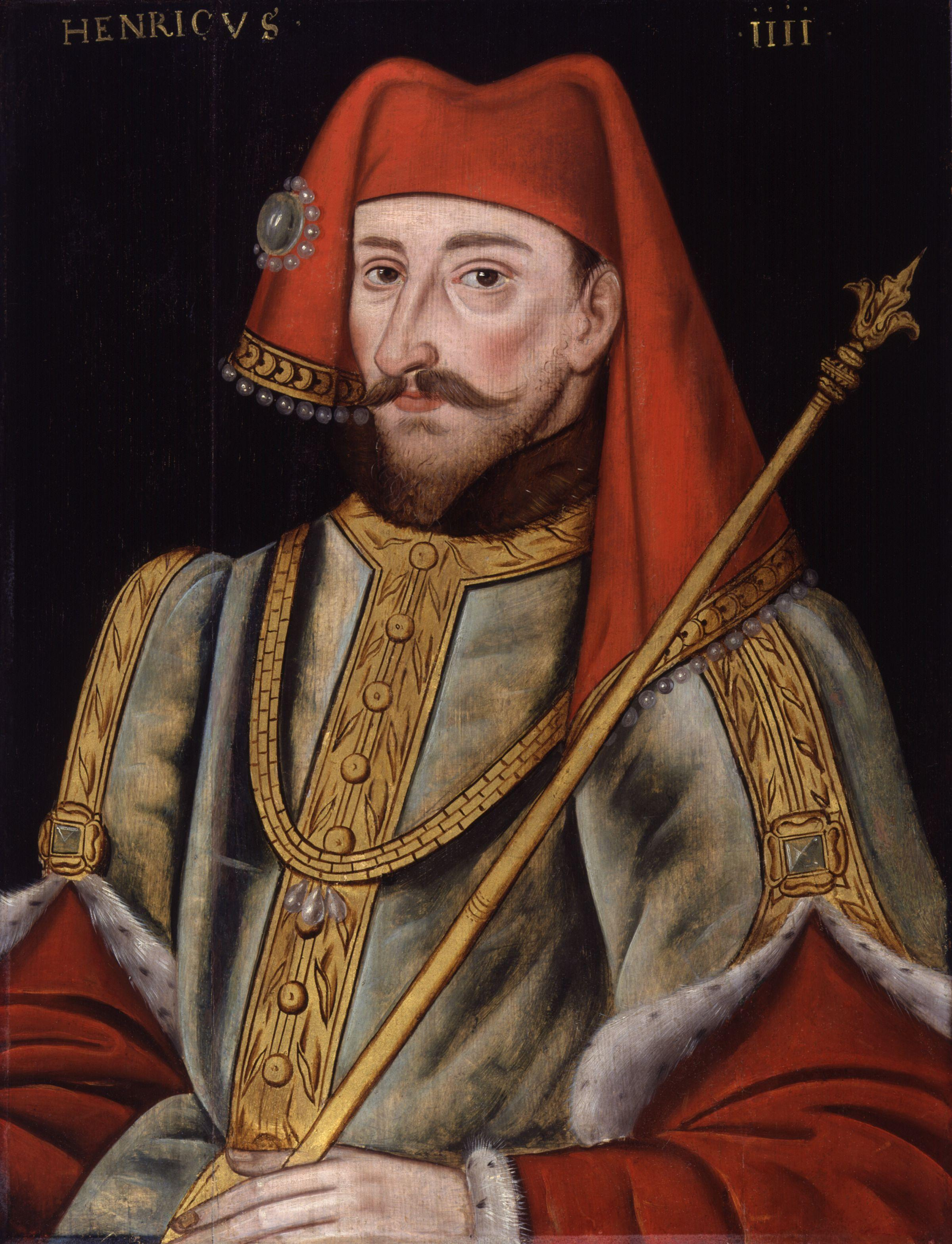
Henri IV d'Angleterre, mort en 1413.

Cette page dresse une liste de personnalités mortes au cours de l'année 1413 :
- février : Mahmûd II, sultan de Delhi.
- 20 mars : Henri IV d'Angleterre, seigneur d'Irlande et roi d'Angleterre.
- 24 mai : Hermann II de Hesse, landgrave de Hesse.
- juillet : Jeanne d'Évreux, infante de Navarre, héritière de ce royaume et comtesse consort du comté de Foix.
- 18 septembre : Ludovico Bonito, dit  le cardinal de Tarente, cardinal italien.
- 25 septembre : Étienne III de Bavière, duc de Bavière.
- 6 octobre : Dawit I d'Éthiopie[1].
- 26 décembre : Michele Steno, 63e doge de Venise.
- 30 décembre : Guillaume Fabri, évêque de Riez.

- ‘Alī b. Muhammad al-Jurjāni, auteur de différents ouvrages sur des sujets aussi divers que la grammaire, la théologie et la spiritualité.
- Taceddin Ahmedī, poète anatolien.
- Raoul d'Anquetonville, assassin de Louis d'Orléans
- David Ier d'Éthiopie, empereur d'Éthiopie.
- Świętobór Ier de Poméranie, duc de Poméranie-Szczecin.
- Raimond de Turenne, ou Raymond-Louis Roger de Beaufort, vicomte de Turenne.
- Conrad de Vitinghove, chevalier teutonique.
- Catrin ferch Owain Glyndŵr, fille de Margaret Hanmer et Owain Glyndŵr.
- Patrick Graham, 2e comte de Strathearn.
- Pere March, poète médiéval valencien, aussi connu comme Mossen Pere March.
- Bernat Metge, écrivain, traducteur et premier représentant de l'humanisme dans la littérature catalane.
- Ououso, troisième souverain du royaume de Nanzan.
- Gherardo Starnina, peintre italien de Florence pendant la Renaissance.

## Crédit d'auteurs
- Cet article est partiellement ou en totalité issu de l'article intitulé « 1413 » (voir la liste des auteurs).